# Roman Swonkow
Roman Wolodymyrowytsch Swonkow (ukrainisch Роман Володимирович Звонков, engl. Transkription Roman Zvonkov; * 2. Juli 1967 in Swerdlowsk, Sowjetunion; † 4. September 1995 in der Oblast Sumy) war ein ukrainischer Biathlet.
Swonkow wurde in Russland geboren, er gehörte dem sowjetischen Junioren-Nationalkader an, zog aber schon als Jugendlicher in die Ukraine. Er lebte in Sumy und begann 1991 mit dem Biathlonsport. Sein internationales Debüt gab er zum Auftakt der Saison 1993/94 in einer ukrainischen Mannschaft, die sich nach der durch die Auflösung der Sowjetunion in der nötigen Neugründungsphase befand. In Bad Gastein verpasste er als 134. eines Sprints und 115. eines Einzels noch weit die guten Platzierungen. Wenig später gewann er als 25. eines Sprints in Ruhpolding schon seinen ersten Weltcuppunkt und lief als Zehnter eines Einzels in Antholz erstmals unter die Top Ten. Höhepunkt der ersten Saison wurde die Teilnahme an den Olympischen Winterspielen 1994 in Lillehammer. Als 14. erreichte er eine gute Platzierung im Einzel, mit Vitaliy Mohilenko, Toras Dolniy und Walentyn Dschyma wurde er nur 15., blieb aber als Schlussläufer als einziger Ukrainer ohne Strafrunde. Bei den Europameisterschaften 1995 in Le Grand-Bornand gewann er gemeinsam mit Ruslan Lyssenko, Dschyma und Popow hinter den Staffeln aus Weißrussland und Deutschland die Bronzemedaille. Letzte internationale Meisterschaften wurden die Weltmeisterschaften 1995 in Antholz. Swonkow wurde im Staffelrennen an der Seite von Oleksandr und Ruslan Lyssenko sowie Toras Dolniy Elfter, im Einzel verpasste er fast sensationell um eine halbe Sekunde gegen Oleg Ryschenkow die Bronzemedaille. Bei seinem guten Ergebnis profitierte er von seinem fehlerfreien Schießergebnis; ohnehin galt Swonkow als ausgezeichneter Schütze, der besonders an dieser Teildisziplin viel arbeitete. Auch sonst versuchte er immer neue Trainingsmethoden anzuwenden und durch Wiederholungen Abläufe zu beschleunigen und Automatismen zu schaffen, was zu der Zeit noch neu im Biathlonsport war. National war er mehrfacher Ukrainischer Meister und einmal Drittplatzierter bei sowjetischen Meisterschaften.
Swonkow, um den die ukrainische Mannschaft der Zukunft aufgebaut werden sollte, kam bei einem Autounfall ums Leben. Seit 1996 findet jährlich im August ein Turnier mit Gedenkrennen in Sumy statt, das zu den wichtigsten Biathlon-Ereignissen der Ukraine zählt.

## Biathlon-Weltcup-Platzierungen
Die Tabelle zeigt alle Platzierungen (je nach Austragungsjahr einschließlich Olympische Spiele und Weltmeisterschaften).
- 1.–3. Platz: Anzahl der Podiumsplatzierungen
- Top 10: Anzahl der Platzierungen unter den ersten zehn (einschließlich Podium)
- Punkteränge: Anzahl der Platzierungen innerhalb der Punkteränge (einschließlich Podium und Top 10)
- Starts: Anzahl gelaufener Rennen in der jeweiligen Disziplin

| Platzierung                                              | Einzel | Sprint | Verfolgung | Massenstart | Team | Staffel | Gesamt |
| -------------------------------------------------------- | ------ | ------ | ---------- | ----------- | ---- | ------- | ------ |
| 1. Platz                                                 |        |        |            |             |      |         |        |
| 2. Platz                                                 |        |        |            |             |      |         |        |
| 3. Platz                                                 |        |        |            |             |      |         |        |
| Top 10                                                   | 2      |        |            |             |      |         | 2      |
| Punkteränge                                              | 4      | 1      |            |             |      | 2       | 7      |
| Starts                                                   | 8      | 6      |            |             |      | 2       | 16     |
| Stand: Karriereende, Daten möglicherweise nicht komplett |        |        |            |             |      |         |        |